# 4164 Shilov
4164 Shilov (1969 UR) là một tiểu hành tinh vành đai chính được phát hiện ngày 16 tháng 10 năm 1969 bởi L. I. Chernykh ở Nauchnyj.